# Clematis tongluensis
Clematis tongluensis là một loài thực vật có hoa trong họ Mao lương. Loài này được (Brühl) Tamura mô tả khoa học đầu tiên năm 1962.